# 差也
差也（さや）とは、相場における価格差のことである。江戸時代の米相場で、限月間の価格差を差也と表記したのが語源といわれている。現在はサヤまたは鞘と表記されることが多いが、鞘は当て字である。
サヤは価格変動の指標となるため、古来サヤの変動について多くの研究がなされてきた。相場の張り方として、時間の経過による価格の上下動を利用して差益を利益とする片張りと、一定のリズムで開閉するサヤの変動を売買するサヤ取りの2種がある。

## サヤの種類
- 同一銘柄の価格差
  - 決済期日の違いによる価格差
    - 現物相場と先物相場の価格差
    - 先物相場の限月間の価格差

  - 市場の違いによる価格差
- 異種銘柄の価格差

## サヤの形態

### 順ザヤ
近物の価格が一番安く、先物になるにしたがって価格が高くなるサヤの付き方。穀物などでは標準的なサヤのつき方であるといわれている。目先の需給は安定しているが、将来的に供給が逼迫する可能性を暗示している。英語ではコンタンゴという。

### 逆ザヤ
近物の価格が一番高く、先物になるにしたがって価格が安くなるサヤの付き方。目先の品薄感が強いが、将来的に供給が安定する可能性を暗示している。プラチナなどの工業製品、原材料などに多くみられる。
転じて、ゲーム機などの製品を原価割れの価格で販売することを「逆ザヤ」と呼ぶことがある。英語ではバックワーデーションという。

### 同ザヤ
近物から先物まで、ほぼ同価格に並んでいるサヤの付き方。相場の天井付近、中盤、底と順ザヤから逆ザヤまたは逆ザヤから順ザヤに移行する局面に現れる。

### 天狗ザヤ
中物が近物や先物の価格に比べて高くなっているサヤの付き方。

### おかめザヤ
中物が近物や先物の価格に比べて安くなっているサヤの付き方。